# Karol Majewski
Karol Konstanty Majewski (ur. 17 marca 1833 w Denkowie w pow. opatowskim, zm. 28 września 1897) – polski polityk, działacz niepodległościowy, przewodniczący Rządu Narodowego w powstaniu styczniowym.

## Rodzina
Pochodził z rodziny neofickiej pochodzenia żydowskiego. Jego bratem był Władysław Majewski komisarz Rządu Narodowego z 1863 i prawnik Wincenty Majewski (1807–1888).

## Życiorys
Przed 1852 uczył się w Szkole Wyższej Realnej w Kielcach i Radomiu. Jako student Akademii Medyko-Chirurgicznej w Warszawie był w 1860 roku organizatorem Komitetu Akademickiego. W 1862 roku został członkiem Dyrekcji Wiejskiej stronnictwa białych. Od czerwca do września kierował pracami Rządu Narodowego. Aresztowany, złożył obfite zeznania obciążające swoich kolegów. W 1866 roku zesłany na Syberię, skąd powrócił w 1880 roku.